# Walcowanie poprzeczno-klinowe
Walcowanie poprzeczno-klinowe – odmiana technologii walcowania poprzecznego. Narzędzia są wykonane w kształcie klina, który wcinając się w walcowany materiał nadaje mu odpowiedni kształt. Tą technologią wykonywane są przedkuwki przeznaczone do dalszych procesów plastycznego kształtowania oraz wyroby osiowo-symetryczne takie jak: wały wielostopniowe, wkręty szynowe, itp. Ośrodkiem naukowym, który specjalizuje się w tej technologii oraz ją rozwija jest Politechnika Lubelska.